# Luna de locos (serie de televisión)
Luna de locos (presentado como Luna de Lo☾os) es una serie de televisión boliviana, de origen cruceño, producida por Santa Cruz Films Producciones y emitida en 1995.
Es una adaptación televisiva de «La Luna de locos» de Manfredo Kepmff. Para Safipro, "Luna de Locos" ha sido una de las teleseries de mayor éxito televisivo con gran audiencia por la complejidad de su contenido que atrajo la atención del público.
La producción musical estuvo a cargo de Julio Barragán.

## Argumento

### Sinopsis
Esta apasionante historia hace referencia a una familia cruceña, bien acomodada, de principios del siglo pasado, que vive atormentada por una enfermedad hereditaria muy común en los pueblos sudamericanos de aquella época: la locura. 
La demencia de Fabián Aguilera es el eje central del argumento y la única persona de su entorno familiar que no está loca, es su padre, que tiene que lidiar con él cuando sus ataques de locura arrecian y su apetito sexual se vuelve incontrolables. 
Fabián, un joven bien parecido, al influjo de su entorno social, asume actitudes propias de una sociedad fuertemente machista y clasista, en medio de una población nítidamente mestiza. 
Este hombre, privilegiado por el dinero y el poder, no hace concesiones a la vida y decide bebérsela de un trago o sucumbir por ella. 
Su repulsiva lujuria, junto a sus frecuentes ataques de locura, hace de esta historia, un drama desgarrador que en alguna medida representa los conflictos sociales que se vivían en nuestra vieja Santa Cruz.

## Elenco
En Orden de la Apertura
| Actor/Actriz          | Personaje               |
| --------------------- | ----------------------- |
| Julio Kempff          | César Aguilera          |
| Jaime Muro Llosa      | Fabián Aguilera         |
| Gerardo Suárez        | Felipe Aguilera         |
| Claudia Bern          | Carlota Aguilera        |
| Enrique Alfonso       | José                    |
| Gaby Vaca Diez        | Laura de Aguilera       |
| Carola Castedo        | Soledad Ortiz           |
| Humberto Vaca Pereyra | Nicanor Ortiz           |
| Isabel Castedo        | Delmira Ortiz           |
| Rocío Pareja          | Antonia Aguilera        |
| Gloria Natusch        | Peregrina               |
| Guisela Santa Cruz    | Manuela                 |
| Etelvina Peña         | Abuela de Manuela       |
| Carla Arroyo          | María                   |
| Susana Vaca           | Concepción              |
| María René Lievana    | Casta Justiniano        |
| Ricardo Alfonso       | José - Joven            |
| Claudia Vincenti      | Luisita Paz             |
| Katty Gutierrez       | Mamá de Luisita         |
| Ronald "Choco" Paz    | Papá de Luisita         |
| Delmiro Vargas        | El Turco                |
| Frida Soria           | La Vieja Diabla         |
| Jorge Prado           | Dr. Revueltas           |
| Juan de América       | Profesor Fiori          |
| Genoveva Quevedo      | Castalia                |
| Percy Román           | Simón Vaca              |
| Tedy Landivar         | Casiano Ortiz           |
| Roger Quiroz          | Dean                    |
| Rosendo Paz           | Sacristán               |
| Pedro Lopez           | Taperoca                |
| Jhonny Caballero      | Vicente                 |
| Shirley Landivar      | Julia                   |
| Eduardo Alpire        | Mozo de Nicanor         |
| Paolo Ferrero         | Extranjero              |
| Rony Mercado          | César Joven             |
| Gabriela Antelo       | Laura Joven             |
| Micaela Flores        | Saturnina               |
| Javier Quiroga        | Mozo                    |
| Juan Carlos González  | Peregrino               |
| Oscar Subirana        | Don Rupert              |
| Fatima Arias          | Rosa                    |
| Jorge Flores          | Comensal 1              |
| Mario Terceros        | Comensal 2              |
| Hernán Suarez         | Comensal 3              |
| Gigliola Laguna       | Margarita               |
| Alex Justiniano       | Virgilio                |
| Wendy Barrón          | Amiga de Carlota        |
| Maritza Ochoa         | Vecina                  |
| Ronald Calderon       | Mozo de Don César       |
| Gabino Enríquez       | Mozo de Don César       |
| Jorge Arturo Lora     | Carnavalero 1           |
| José Claudio Laguna   | Carnavalero 2           |
| Pitin Barbery         | Carnavalero 3           |
| Mercedes Peña         | Abuela de Luisa Paz     |
| Sonia Serrate         | Prima 1                 |
| Karina Achaval        | Prima 2                 |
| Jorge Chávez          | Primo                   |
| Yuly Martínez         | Carlota Niña            |
| Fernando Porras       | Felipe Niño             |
| Luis Carlos Moreno    | Fabián Niño             |
| Adolfo Santa Cruz     | Pretendiente de Antonia |
| Hugo Daza Rosales     | Guitarrista             |
| Julio Cesar Busch     | Amigo Serenatero        |
| Angela Di Blassi      | Campesina 1             |